# Superpuchar Polski w Koszykówce Mężczyzn 2013
Superpuchar Polski w Koszykówce Mężczyzn 2013 – mecz koszykarski rozpoczynający sezon koszykarski 2013/2014 w Polsce, w którym zagrały zespoły mistrza Polski z sezonu 2012/2013 (Stelmet Zielona Góra) i zdobywcy Pucharu Polski z tego samego sezonu (Trefl Sopot). Spotkanie, które odbyło się 9 października 2013 roku w Hali MOSiR w Zielonej Górze, zakończyło się zwycięstwem Trefla 76:71. MVP wybrany został Litwin Šarūnas Vasiliauskas. Sponsorem tytularnym meczu była firma Tauron Polska Energia, a był on transmitowany w kanale telewizyjnym Polsat Sport News.

## Przed meczem

### Uczestnicy
Uczestnikami Superpucharu Polski w Koszykówce Mężczyzn 2013 zostały zespoły, które zwyciężyły w najważniejszych polskich rozgrywkach koszykarskich w sezonie 2012/2013 – Stelmet Zielona Góra (mistrz Polski) i Trefl Sopot (zdobywca Pucharu Polski).

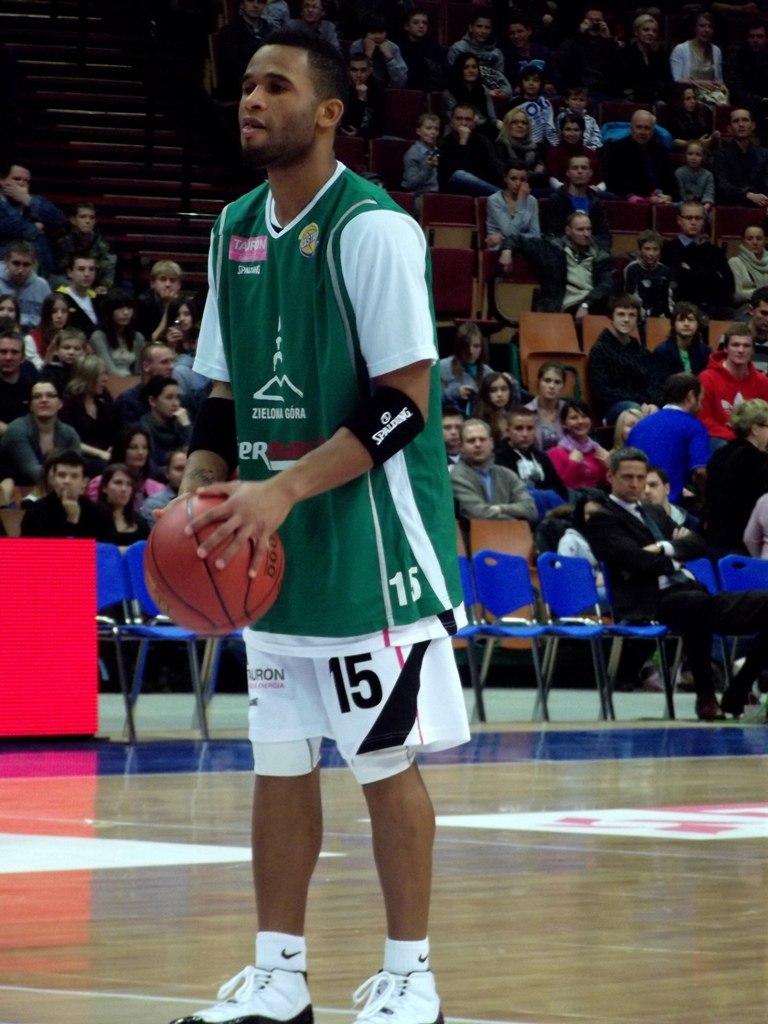
Walter Hodge był jednym z zawodników, którzy po zdobyciu mistrzostwa Polski odeszli ze Stelmetu Zielona Góra

Trefl Sopot w sezonie 2012/2013 zwyciężył w rozgrywkach Pucharu Polski, pokonując w rozegranym w Koszalinie meczu finałowym miejscowy AZS 64:59. Dla klubu z Sopotu był to drugi z rzędu triumf w tej rywalizacji. Dzięki temu sopocianie mogli po raz drugi z rzędu wystąpić w meczu o Superpuchar Polski – rok wcześniej pokonali w tych rozgrywkach Asseco Prokom Gdynia.
Stelmet Zielona Góra w sezonie 2012/2013 zdobył pierwsze w swojej historii mistrzostwo Polski, pokonując w serii finałowej Turów Zgorzelec 4:0. Udział w meczu o Superpuchar Polski w 2013 roku była dla tego klubu pierwszym w historii występem w tych rozgrywkach.
Spotkanie o Superpuchar Polski w Koszykówce Mężczyzn 2013 było pierwszym oficjalnym meczem koszykarskiego sezonu 2013/2014 w Polsce. W związku z tym obie drużyny były jeszcze w fazie przygotowań, co, zdaniem dziennikarzy, miało powodować, iż spotkanie to nie odzwierciedli w pełni poziomu obu zespołów. Dodatkowo w obu klubach doszło do dużych zmian kadrowych – ze Stelmetu odeszli między innymi Walter Hodge i Quinton Hosley, a z Trefla Filip Dylewicz. Dziennikarze dawali nieznacznie większe szanse na zwycięstwo Stelmetowi, który ich zdaniem dysponował silniejszym składem.

### Organizacja spotkania
Polska Liga Koszykówki podjęła decyzję o miejscu rozgrywania Superpucharu Polski w Koszykówce Mężczyzn 2013 pod koniec sierpnia 2013 roku. Areną zmagań mistrza Polski ze zdobywcą Pucharu Polski sezonu 2012/2013 wybrano, podobnie jak rok wcześniej (wówczas Superpuchar Polski rozegrano w Hali Sportowo-Widowiskowej Gdynia, na której grał mistrz Polski w sezonie 2011/2012 – Asseco Prokom Gdynia), obiekt, na którym swoje mecze rozgrywał ówczesny mistrz Polski. Tym razem miejscem tym została Hala MOSiR w Zielonej Górze, na której od sezonu 2010/2011 swoje spotkania rozgrywa mistrz Polski w sezonie 2012/2013 – Stelmet Zielona Góra. Obiekt ten mieści około 5000 osób.
Przed Superpucharem Polski w Koszykówce Mężczyzn 2013 rozgrywano na nim także inne imprezy koszykarskie – oprócz meczów Stelmetu Zielona Góra (wcześniej Zastalu) były to również między innymi mecze rozgrywek Eurocup, spotkanie eliminacji do Mistrzostw Europy w Koszykówce Mężczyzn 2013 między reprezentacją Polski a reprezentacją Szwajcarii, czy turniej finałowy Pucharu Polski w Koszykówce Mężczyzn 2011/2012.
Sprzedaż biletów na Superpuchar Polski w Koszykówce Mężczyzn 2013 rozpoczęto 2 października 2013 roku, na tydzień przed meczem. Ich ceny wahały się od 11 do 35 złotych (bilety ulgowe) i od 20 do 45 złotych (bilety normalne), a bilety można było kupować zarówno za pośrednictwem serwisu internetowego, jak i w 8 punktach sprzedaży na terenie Zielonej Góry.

## Przebieg meczu

### I kwarta

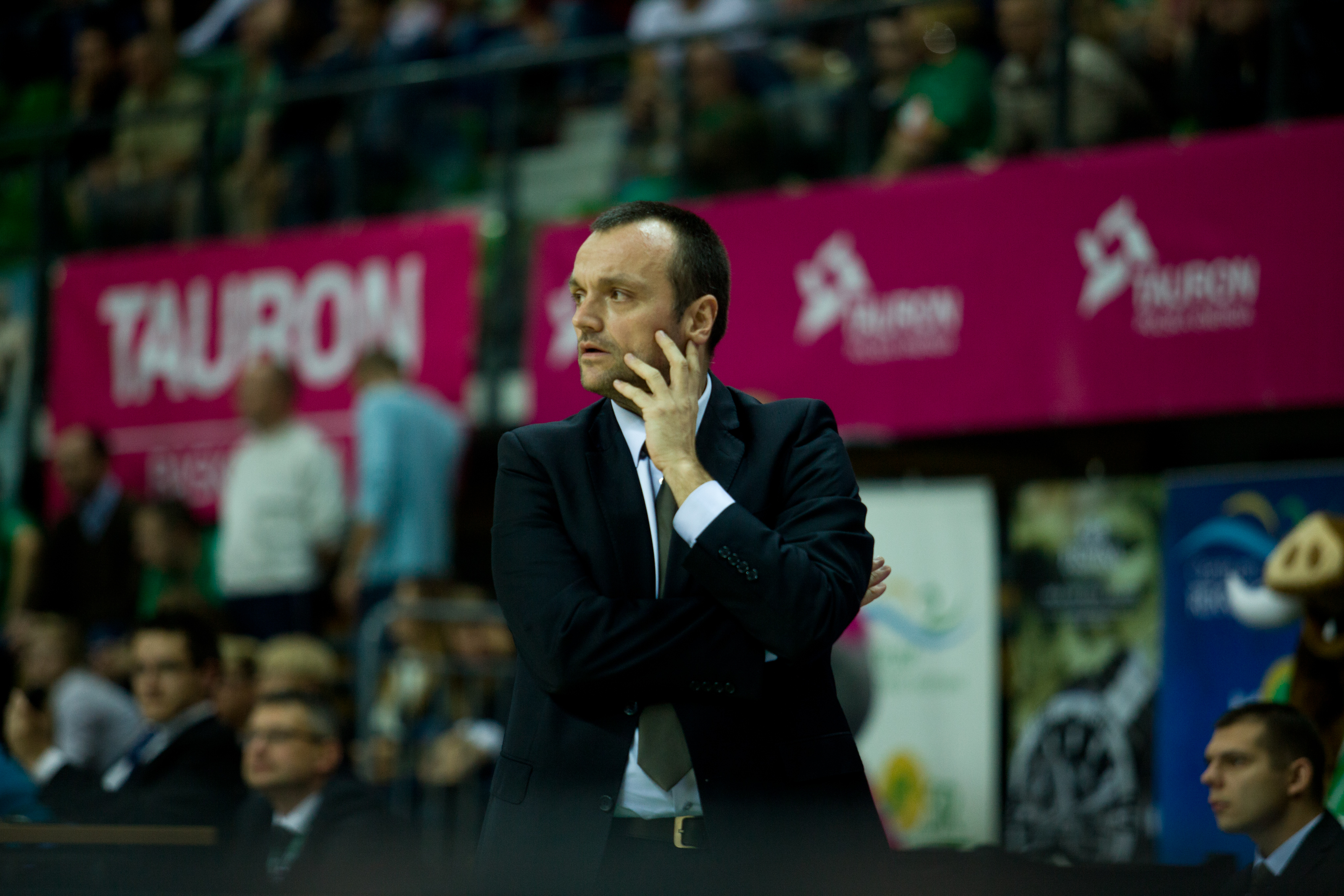
Mihailo Uvalin podczas meczu o Superpuchar Polski w Koszykówce Mężczyzn 2013

Pierwsze punkty w spotkaniu zdobył w 61. sekundzie grający w Treflu na pozycji środkowego Yemi Gadri-Nicholson. Na początku meczu obie drużyny toczyły wyrównaną rywalizację, a trenerzy obu drużyn – Mihailo Uvalin (Stelmet) i Darius Maskoliūnas (Trefl) dokonywali częstych zmian w składach. Po celnym rzucie za 3 punkty Šarūnasa Vasiliauskasa w 8. minucie meczu Trefl objął 6-punktowe prowadzenie (10:16). W końcówce pierwszej kwarty, po serii w sumie 4 celnech rzutów osobistych Christiana Eyengi i Ervinga Walkera (obaj trafili po 2 takie rzuty) gospodarze zmniejszyli jednak stratę do 1 punktu. Po niecelnym rzucie za 3 punkty Lance’a Jetera ta część spotkania zakończyła się wynikiem 17:18.

### II kwarta

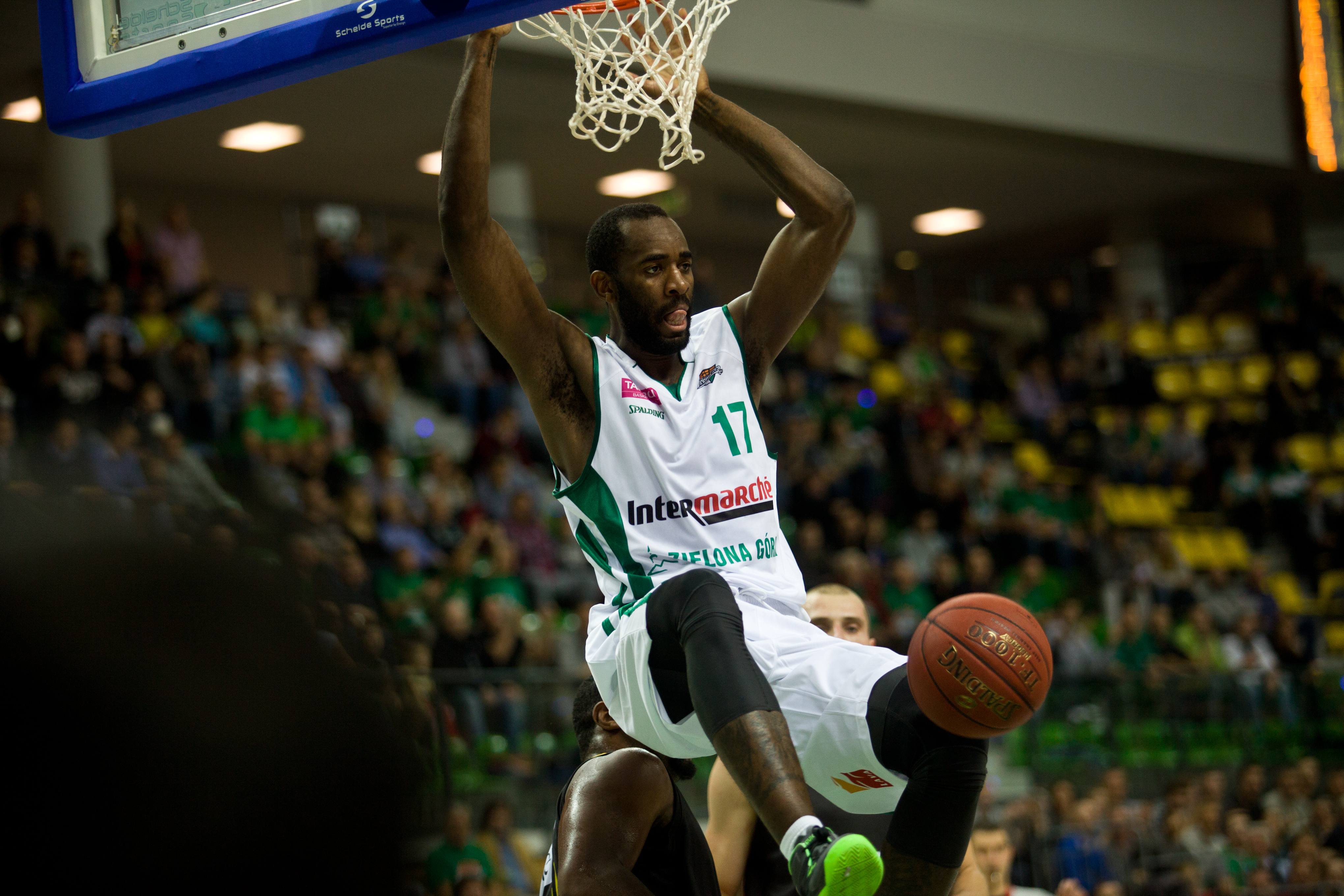
Christian Eyenga wykonujący wsad podczas meczu o Superpuchar Polski w Koszykówce Mężczyzn 2013

Na początku drugiej kwarty Trefl Sopot po raz kolejny powiększył swoją przewagę, która ponownie osiągnęła 6 punktów (17:23). Po przerwie na żądanie wykorzystanej przez Mihailo Uvalina gospodarze wykonali serię punktową 13:0. Duży udział w tym tzw. runie miał Christian Eyenga, który od stanu 17:23 sam zdobył 8 kolejnych punktów wykonując w tym czasie kolejno: celny wsad, blok na Marcinie Stefańskim, celny rzut za 2 punkty, po jednym celnym i niecelnym rzucie osobistym oraz celny rzut za 3 punkty. Ostatecznie kwarta ta zakończyła się wygraną Stelmetu 22:14, a w całym meczu gospodarze prowadzili 39:32. W pierwszej połowie najskuteczniejszym zawodnikiem meczu był Eyenga, który zdobył w tym czasie zdobył 17 punktów, a wśród gości wyróżnił się Stefański, który oprócz 6 punktów zanotował także 9 zbiórek.

### III kwarta

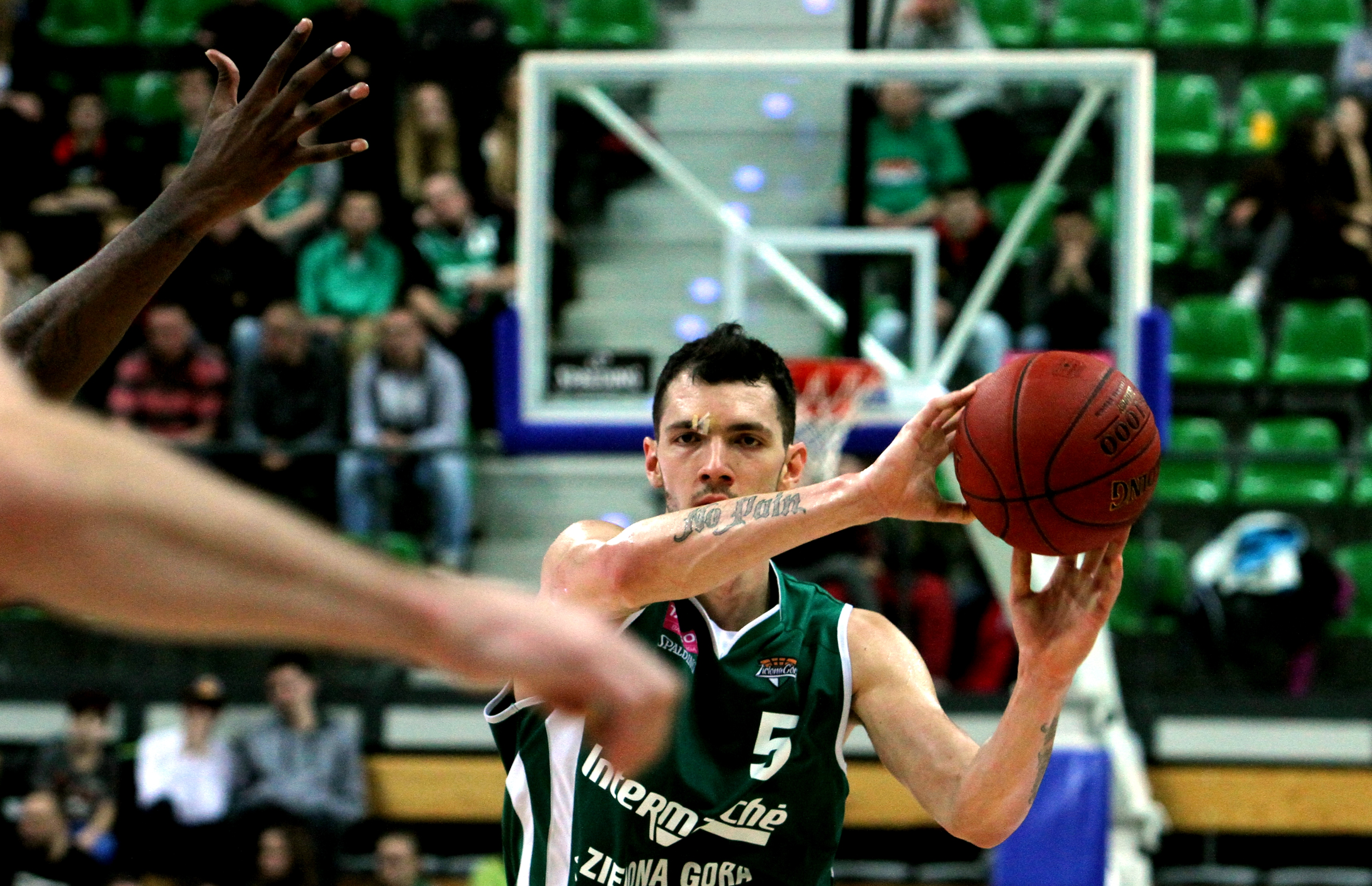
Po punktach zdobytych przez Aarona Cela Stelmet Zielona Góra osiągnął najwyższą przewagę w meczu

Przez większą część trzeciej kwarty Stelmet Zielona Góra stopniowo powiększał swoją przewagę nad rywalami. Po zdobyciu przez Aarona Cela 5 punktów z rzędu osiągnęli piętnastopunktową przewagę, najwyższą w całym spotkaniu (56:41). W ciągu ostatnich 3 minut tej części spotkania sopocianie oddali po 2 celne rzuty za 2 i 3 punkty, zdobywając w sumie 10 punktów z rzędu i nie tracąc do końca kwarty ani jednego punktu. Ostatecznie Trefl zwyciężył trzecią „ćwiartkę” 19:17. W związku z tym przed ostatnią częścią spotkania Stelmet prowadził 56:51.

### IV kwarta

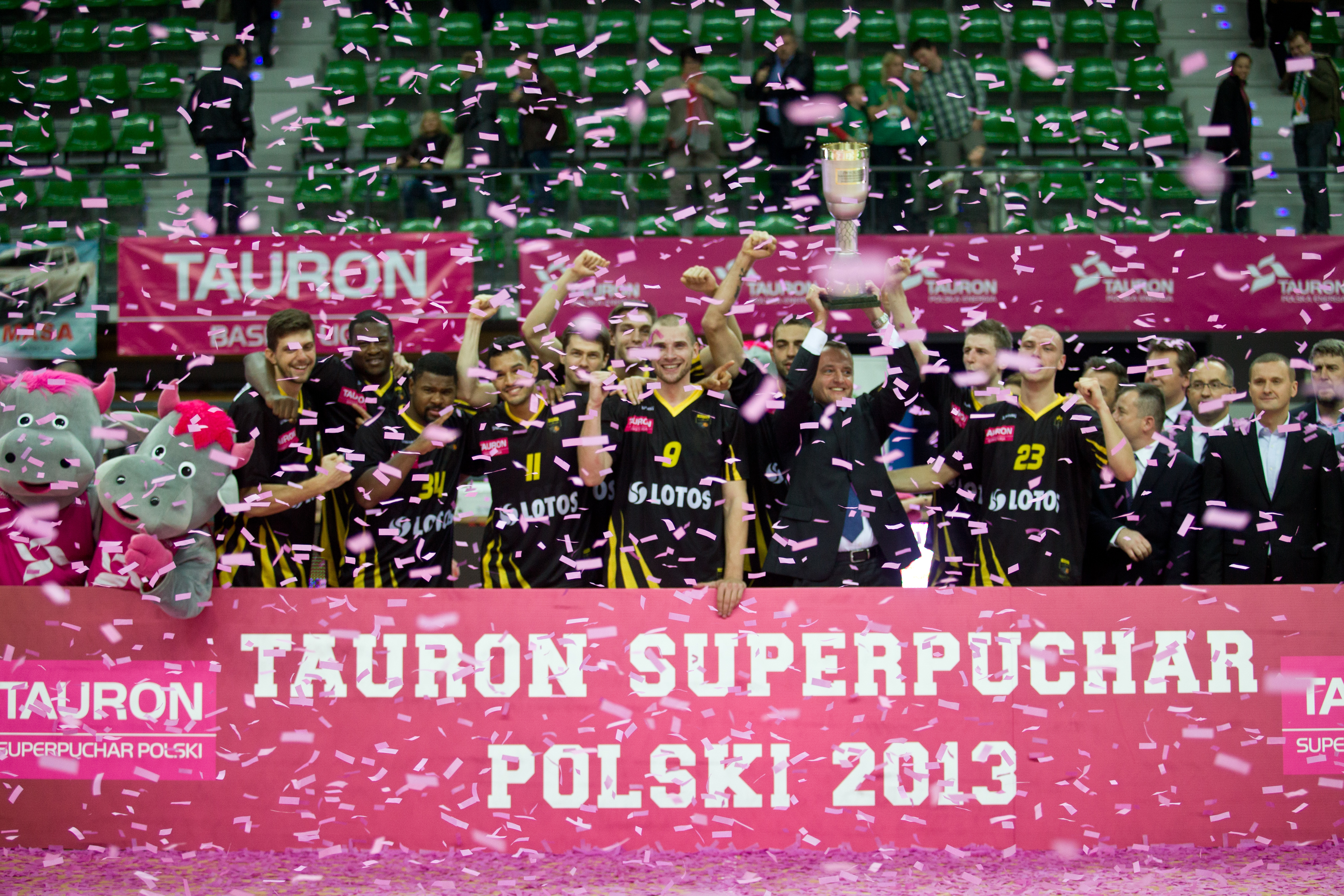
Trefl Sopot – zwycięzcy Superpucharu Polski w Koszykówce Mężczyzn 2013

Na początku ostatniej części spotkania Trefl zdobył kolejnych 5 punktów, nie tracąc przy tym żadnego, dzięki czemu, uwzględniając punkty zdobyte w końcówce trzeciej kwarty, sopocianie zanotowali run 18:0. W ramach tej serii w 32. minucie meczu celnymi rzutami osobistymi Adam Waczyński doprowadził do remisu 56:56, a po chwili, dzięki trafieniu Michała Michalaka, sopocianie wyszli na prowadzenie 58:56, którego Stelmet nie był w stanie odzyskać do końca spotkania. W 36. minucie gry, po celnym rzucie Pawła Leończyka, Trefl osiągnął najwyższe w tej części gry prowadzenie, które osiągnęło 9 punktów (59:68). Stelmet w kolejnych akcjach zdołał je zmniejszyć, a po 3 celnych rzutach osobistych Ervinga Walkera gospodarze przegrywali różnicą 1 punktu na około 180 sekund przed końcem meczu. W końcówce jednak bardziej skuteczny był zespół z Sopotu, który najpierw zdobył 2 punkty po celnym rzucie Waczyńskiego, a następnie 4 punkty po rzutach osobistych Waczyńskiego i Michalaka. Między rzutami wolnymi tych zawodników w ten sam sposób 2 punkty zdobył także Walker. Na 14 sekund przed końcem, przy stanie 71:76, Mihailo Uvalin wykorzystał przerwę na żądanie, jednak w rozegranej po niej akcji Łukasz Koszarek oddał niecelny rzut za 3 punkty. Po tej próbie gospodarze zaprzestali celowego faulowania rywali, którzy nie przeprowadzali już ataku. Ostatnia kwarta została wygrana przez Trefl 25:15, który zwyciężył w całym pojedynku 76:71, zdobywając tym samym drugi Superpuchar Polski z rzędu. Po spotkaniu przyznano tytuł MVP Superpucharu Polski w Koszykówce Mężczyzn 2013. Wyróżnienie to otrzymał Litwin Šarūnas Vasiliauskas, który zdobył 20 punktów, trafiając 6 z 8 oddanych rzutów za 3 punkty.

## Podsumowanie meczu

### Raport
| 9 października 201320:00 | Stelmet Zielona Góra                       | 71:76(17:18, 22:14, 17:19, 15:25) | Trefl Sopot                                                             | Hala MOSiR w Zielonej Górze Sędzia: * Marcin Kowalski, - Tomasz Trawicki, - Marek Maliszewski |
| 9 października 201320:00 | Pkt:Eyenga 29 Zb:Hrycaniuk 6 As:Koszarek 5 | 71:76(17:18, 22:14, 17:19, 15:25) | Pkt:Vasiliauskas 20 Zb:Stefański 12 As:Vasiliauskas, Waczyński, Jeter 3 | Hala MOSiR w Zielonej Górze Sędzia: * Marcin Kowalski, - Tomasz Trawicki, - Marek Maliszewski |

### Statystyki

#### Stelmet Zielona Góra
| Nr      | Zawodnik            | Pkt      | Czas gry | Za 2     | Za 2     | Za 3     | Za 3     | Z gry    | Z gry    | Za 1     | Za 1     | Zbiórki  | Zbiórki  | Zbiórki  | As       | F        | FW       | S        | P        | B        | BO       | EVAL     | +/−      |
| Nr      | Zawodnik            | Pkt      | Czas gry | C/W      | %        | C/W      | %        | C/W      | %        | C/W      | %        | A        | O        | Sum      | As       | F        | FW       | S        | P        | B        | BO       | EVAL     | +/−      |
| ------- | ------------------- | -------- | -------- | -------- | -------- | -------- | -------- | -------- | -------- | -------- | -------- | -------- | -------- | -------- | -------- | -------- | -------- | -------- | -------- | -------- | -------- | -------- | -------- |
| 5       | Aaron Cel           | 5        | 11:09    | 1/1      | 100,0    | 1/3      | 33,3     | 2/4      | 50,0     |          |          |          | 2        | 2        |          |          |          |          |          | 1        |          | 6        | -12      |
| 11      | Erving Walker       | 7        | 12:54    |          |          | 0/3      | 0,0      | 0/3      | 0,0      | 7/7      | 100,0    |          | 1        | 1        | 2        |          | 3        | 3        |          |          |          | 4        | -9       |
| 12      | David Barlow        | 3        | 22:56    | 0/2      | 0,0      | 1/3      | 33,3     | 1/5      | 20,0     |          |          | 1        | 3        | 4        |          | 4        |          | 1        | 1        |          | 1        | 3        | 8        |
| 13      | Kamil Chanas        | 0        | 05:56    | 0/1      | 0,0      | 0/1      | 0,0      | 0/2      | 0,0      |          |          |          |          |          |          | 2        |          |          |          |          |          | -2       | -8       |
| 14      | Adam Hrycaniuk      | 8        | 27:46    | 4/4      | 100,0    |          |          | 4/4      | 100,0    |          |          | 5        | 1        | 6        | 1        | 3        | 4        |          | 2        | 1        |          | 18       | 7        |
| 17      | Christian Eyenga    | 29       | 31:29    | 9/16     | 56,3     | 2/3      | 66,7     | 11/19    | 57,9     | 5/8      | 62,5     | 1        | 3        | 4        | 3        |          | 8        | 2        |          | 2        |          | 25       | 10       |
| 20      | Maciej Kucharek     | Nie grał | Nie grał | Nie grał | Nie grał | Nie grał | Nie grał | Nie grał | Nie grał | Nie grał | Nie grał | Nie grał | Nie grał | Nie grał | Nie grał | Nie grał | Nie grał | Nie grał | Nie grał | Nie grał | Nie grał | Nie grał | Nie grał |
| 21      | Craig Brackins      | 1        | 14:14    | 0/2      | 0,0      |          |          | 0/2      | 0,0      | 1/2      | 50,0     |          |          |          | 1        |          | 1        |          | 1        |          |          | 0        | -8       |
| 31      | Marcin Sroka        | 8        | 19:19    |          |          | 2/4      | 50,0     | 2/4      | 50,0     | 2/2      | 100,0    | 1        | 2        | 3        |          | 2        | 1        | 1        |          |          |          | 8        | -11      |
| 35      | Przemysław Zamojski | 6        | 22:37    | 0/2      | 0,0      | 2/7      | 28,6     | 2/9      | 22,2     |          |          | 1        | 3        | 4        | 1        | 2        | 1        |          | 1        |          | 1        | 5        | -8       |
| 55      | Łukasz Koszarek     | 4        | 31:40    | 2/4      | 50,0     | 0/6      | 0,0      | 2/10     | 20,0     | 0/1      | 0,0      |          | 5        | 5        | 5        | 2        | 3        | 1        | 2        |          | 1        | 6        | 6        |
| Drużyna | Drużyna             | —        | —        | —        | —        | —        | —        | —        | —        | —        | —        | 1        | 1        | 2        | —        | —        | —        | —        | —        | —        | —        | —        | —        |
| SUMA    | SUMA                | 71       | 200:00   | 16/32    | 50%      | 8/30     | 26,7%    | 24/62    | 38,7%    | 15/20    | 75%      | 9        | 20       | 29       | 13       | 15       | 21       | 8        | 7        | 4        | 3        | 73       |          |

#### Trefl Sopot
| Nr      | Zawodnik             | Pkt      | Czas gry | Za 2     | Za 2     | Za 3     | Za 3     | Z gry    | Z gry    | Za 1     | Za 1     | Zbiórki  | Zbiórki  | Zbiórki  | As       | F        | FW       | S        | P        | B        | BO       | EVAL     | +/−      |
| Nr      | Zawodnik             | Pkt      | Czas gry | C/W      | %        | C/W      | %        | C/W      | %        | C/W      | %        | A        | O        | Sum      | As       | F        | FW       | S        | P        | B        | BO       | EVAL     | +/−      |
| ------- | -------------------- | -------- | -------- | -------- | -------- | -------- | -------- | -------- | -------- | -------- | -------- | -------- | -------- | -------- | -------- | -------- | -------- | -------- | -------- | -------- | -------- | -------- | -------- |
| 5       | Krzysztof Roszyk     | 0        | 05:41    |          |          |          |          |          |          |          |          |          | 1        | 1        |          |          |          |          |          |          |          | 1        | -3       |
| 6       | Łukasz Jaśkiewicz    | Nie grał | Nie grał | Nie grał | Nie grał | Nie grał | Nie grał | Nie grał | Nie grał | Nie grał | Nie grał | Nie grał | Nie grał | Nie grał | Nie grał | Nie grał | Nie grał | Nie grał | Nie grał | Nie grał | Nie grał | Nie grał | Nie grał |
| 9       | Paweł Leończyk       | 10       | 28:23    | 5/7      | 71,4     | 0/1      | 0,0      | 5/8      | 62,5     |          |          | 1        | 2        | 3        | 1        | 1        | 1        | 2        |          |          |          | 9        | -5       |
| 10      | Marcin Stefański     | 8        | 23:38    | 4/7      | 57,1     |          |          | 4/7      | 57,1     |          |          | 4        | 8        | 12       | 2        | 3        | 3        | 1        | 1        |          | 2        | 19       | 10       |
| 11      | David Brembly        | 3        | 04:56    |          |          | 1/1      | 100,0    | 1/1      | 100,0    |          |          |          | 1        | 1        |          | 1        |          |          |          |          |          | 4        | 3        |
| 13      | Milan Majstorović    | 2        | 13:18    | 1/1      | 100,0    | 0/2      | 0,0      | 1/3      | 33,3     |          |          | 1        |          | 1        | 1        | 4        |          |          |          | 1        |          | 3        | 14       |
| 15      | Šarūnas Vasiliauskas | 20       | 26:22    | 1/4      | 25,0     | 6/8      | 75,0     | 7/12     | 58,3     |          |          |          | 1        | 1        | 3        | 3        |          | 2        |          |          |          | 17       | 7        |
| 21      | Adam Waczyński       | 12       | 34:19    | 3/7      | 42,9     | 0/4      | 0,0      | 3/11     | 27,3     | 6/6      | 100,0    |          | 5        | 5        | 3        | 2        | 5        | 2        |          | 1        |          | 11       | 8        |
| 23      | Michał Michalak      | 14       | 25:29    | 2/5      | 40,0     | 2/4      | 50,0     | 4/9      | 44,4     | 4/6      | 66,7     | 2        | 9        | 11       | 1        | 1        | 4        | 2        | 2        |          | 1        | 19       | 10       |
| 25      | Yemi Gadri-Nicholson | 6        | 13:24    | 3/4      | 75,0     |          |          | 3/4      | 75,0     |          |          | 3        | 3        | 6        | 2        | 3        |          |          |          | 1        | 1        | 14       | -11      |
| 24      | Lance Jeter          | 1        | 24:30    | 0/5      | 0,0      | 0/1      | 0,0      | 0/6      | 0,0      | 1/2      | 50,0     |          | 1        | 1        | 3        | 2        | 3        |          |          |          |          | -5       | -8       |
| Drużyna | Drużyna              | —        | —        | —        | —        | —        | —        | —        | —        | —        | —        | 2        |          | 2        | —        | —        | —        | —        | —        | —        | —        | —        | —        |
| SUMA    | SUMA                 | 76       | 200:00   | 19/40    | 47,5%    | 9/21     | 42,9%    | 28/61    | 45,9%    | 11/14    | 78,6%    | 11       | 31       | 42       | 16       | 21       | 15       | 12       | 3        | 3        | 4        | 92       |          |